# Norbert Hahn
Norbert Hahn (Elbingerode, 6 januari 1954) is een voormalig Oost-Duits rodelaar. 
Hahn nam internationaal alleen deel in het dubbel samen met Hans Rinn.
Hahn werd in 1975 wereldkampioen in het dubbel. Tijdens de Olympische Winterspelen 1976 won Hahn samen met Rinn olympisch kampioen in het dubbel. In 1977 prolongeerden Hahn en Rinn hun wereldtitel op de olympische baan van Innsbruck. In 1980 prolongeerden Han en Rinn hun olympische titel in het dubbel in Lake Placid. Hahn en Rinn waren de eersten die hun olympische titel rodelen verdedigden.

## Resultaten

### Wereldkampioenschappen
| Jaar | Plaats       | Resultaat |
| ---- | ------------ | --------- |
| 1973 | Oberhof      | dubbel    |
| 1975 | Hammarstrand | dubbel    |
| 1977 | Igls         | dubbel    |
| 1978 | Imst         | dubbel    |
| 1979 | Königssee    | dubbel    |

### Olympische Winterspelen
| Jaar | Plaats      | Resultaat |
| ---- | ----------- | --------- |
| 1976 | Innsbruck   | dubbel    |
| 1980 | Lake Placid | dubbel    |

1964: Josef Feistmantl / Manfred Stengl ·
1968: Klaus-Michael Bonsack / Thomas Köhler ·
1972: Paul Hildgartner / Walter Plaikner & Horst Hörnlein / Reinhard Bredow ·
1976: Hans Rinn / Norbert Hahn ·
1980: Hans Rinn / Norbert Hahn ·
1984: Hans Stanggassinger / Franz Wembacher ·
1988: Jörg Hoffmann / Jochen Pietzsch ·
1992: Stefan Krauße / Jan Behrendt ·
1994: Kurt Brugger / Wilfried Huber ·
1998: Stefan Krauße / Jan Behrendt ·
2002: Patric Leitner / Alexander Resch ·
2006: Andreas Linger / Wolfgang Linger ·
2010: Andreas Linger / Wolfgang Linger ·
2014: Tobias Wendl / Tobias Arlt ·
2018: Tobias Wendl / Tobias Arlt ·
2022: Tobias Wendl / Tobias Arlt